# مسجد الرحمة (كييف)
مسجد الرحمة (بالأوكرانية: Мечеть Ар-Рахма)‏ هو مسجد في كييف عاصمة أوكرانيا . تم بنائه بين عامي 1996 و 2000 في حي تطركة بالمدينة.

## التاريخ
كانت أول محاولة لبناء مسجد في كييف في عام 1897. كان المسلمون في ذلك الوقت قادرين على فتح دار للعبادة في كييف في شارع السلام، في منزل كالينوفيتش في بوديل. جرت المحاولة التالية لبناء مسجد في عام 1991.
منحت إدارة ولاية كييف يوم 5 فبراير 1996 مرسومًا بتخصيص أراضي المجلس الديني للمسلمين في أوكرانيا لبناء وصيانة المبنى التذكاري. تم بناء المسجد على مراحل بأموال تبرع بها مسلمو المدينة. بدأت الصلوات يوم الجمعة والعطلات والمناسبات الخاصة عند الانتهاء من الجزء الأول من المسجد في عام 1998.
في عام 2000 ، تم تركيب هلال على قبة المسجد الجديد، ثم فتح المسجد للصلاة اليومية.